# Lotta tra Giacobbe e l'angelo
La Lotta tra Giacobbe e l'angelo (La Lutte de Jacob avec l'ange) è un dipinto a olio su tela di Paul Baudry che misura 260 centimetri per 165. Venne realizzato nel 1853 durante il soggiorno dell'artista a Roma, alla villa Medici, ed è conservato al museo municipale di La Roche-sur-Yon.

## Storia
Per non cadere nei luoghi comuni dell'accademismo e realizzare un ennesimo Pastore dormiente o un Guerriero ferito, Baudry scelse di storicizzare il suo studio di nudo con un soggetto biblico, la lotta di Giacobbe con l'angelo. Tuttavia, la sua interpretazione di questo "passaggio oscuro della Genesi" non trova riscontro nelle rappresentazioni precedenti del soggetto. In effetti, egli scelse di dare alle sue figure un carattere allegorico: "Giacobbe è la giovinezza dell'uomo, l'angelo l'ideale", e la loro lotta illustra il farsi meno delle illusioni dell'uomo nel passaggio all'età adulta.
(Delécluze, Journal des débats politiques et littéraires, 4 ottobre 1853, p. 3.)
Quest'opera entrò nelle collezioni del museo municipale di La Roche-sur-Yon grazie a una donazione del pittore alla sua città natale.